# بحر جدید
بحرِ جَدید (غَریب) در اصطلاح عروضی، به بحر شعری مختلف‌الارکان از ترکیب و تکرار سه رکن «فاعلاتن/ فاعلاتن/ مُستَفعِلُن» (- ل - -/ - ل - -/ - - ل -) یا زحافات آنها تشکیل شده‌است. جدید از بحور نوپدید است. (فاعلاتن/ فاعلاتن/ مستفعلن: سبب خفیف، وتد مقرون، سبب خفیف/ سبب خفیف، وتد مقرون، سبب خفیف/ دو سبب خفیف، وتد مقرون «°|°°|°|/ °|°°|°|/ °|°|°°| – – ᴗ –/ – – ᴗ –/ – – – ᴗ»)
از بحرهایی است که در زبان فارسی چندان متداول نیست. وزن سالمِ کامل آن:
- فاعلاتن فاعلاتن مستفعلن (- ل - - /- ل - - /- - ل -): بحر جدید مسدس سالم

ای نگارین روی دلبر، کم کن ستم / کاین دل من بی رخ تو، پر شد ز غم (المعجم)
دیگر وزن پرکاربرد آن:
- فعلاتن فعلاتن مفاعلن: بحر جدید مسدس مخبون

## زحافات
زحافات (تغییرات) مشهور بحر جدید در شعر فارسی، از فاعلاتن و از مستفعلن هر دو (خبن) است.
از فاعلاتن:
1. فعلاتن: مخبون

از مستفعلن:
1. مفاعلن: مخبون

## اوزان
اوزان پرکاربرد بحر جدید:
- فاعلاتن فاعلاتن مستفعلن: بحر جدید مسدس سالم*
- فعلاتن فعلاتن مفاعلن: بحر جدید مسدس مخبون*
- فاعلاتن مستفعلن: بحر جدید مربع سالم[۱]
- فعلاتن مفاعلن: بحر جدید مسدس مخبون[۲]